# Łęguty
Łęguty (deutsch Langgut) ist ein Dorf in der polnischen Woiwodschaft Ermland-Masuren. Es gehört zur Gmina Gietrzwałd (Landgemeinde Dietrichswalde) im Powiat Olsztyński (Kreis Allenstein).

## Geographische Lage
Łęguty liegt am Südufer der Passarge (polnisch Pasłęka) 350 Meter östlich des Langguter Sees (polnisch Jezioro Łęguty) im Westen der Woiwodschaft Ermland-Masuren. Bis zur einstigen Kreisstadt Osterode i. Ostpr. (polnisch Ostróda) sind es 14 Kilometer in südwestlicher Richtung. Die heutige Kreismetropole und Woiwodschaftshauptstadt Olsztyn (deutsch Allenstein) liegt 21 Kilometer in östlicher Richtung.

## Geschichte
Das große Vorwerk und spätere Kirchdorf wurde vor 1554 als Das lange Guth, später auch Langguth – gegründet. Von Anfang an war der Ort ein Wohnplatz innerhalb der Gemeinde Grasnitz (polnisch Grazymy) und kam somit über die Muttergemeinde 1874 zum Amtsbezirk Grasnitz im Kreis Osterode in Ostpreußen, zu dem er bis 1945 gehörte.
Mit dem gesamten südlichen Ostpreußen wurde Langgut 1945 in Kriegsfolge an Polen überstellt. Das Dorf erhielt die polnische Namensform „Łęguty“ und ist heute in die Gmina Gietrzwałd (Landgemeinde Dietrichswalde) im Powiat Olsztyński (Kreis Allenstein) eingegliedert, bis 1998 der Woiwodschaft Olsztyn, seither der Woiwodschaft Ermland-Masuren zugeordnet.

## Kirche

### Kirchengebäude

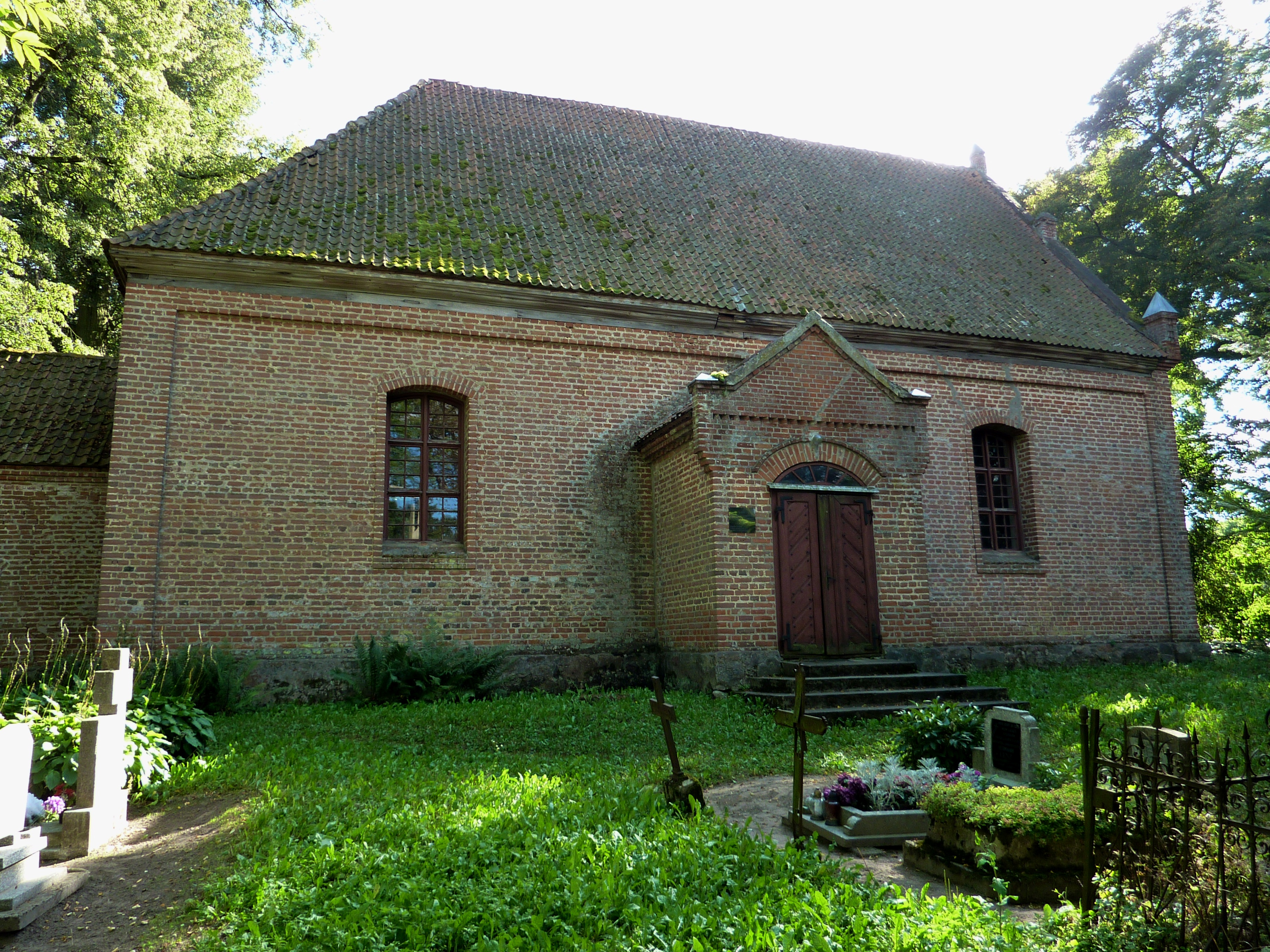
Die evangelische Kirche in Łęguty

Die Kirche in Łęguty ist ein evangelisches Gotteshaus. 1737 bis 1738 wurde sie als Nachfolgebau einer Holzkirche von 1578 errichtet. Es handelt sich um einen turmlosen Backsteinbau mit freistehendem Glockenstuhl. Der Kanzelaltar wurde aus geschnitzten und zu Beginn des 18. Jahrhunderts entstandenen Teilen zusammengesetzt.

### Kirchengemeinde
Während die römisch-katholischen Einwohner bereits vor 1945 in die Pfarrei in Dietrichswalde – dem heutigen Gietrzwałd – eingegliedert waren, konnten die evangelischen Kirchenglieder um 1626 in Langgut eine eigene Kirchengemeinde gründen, nachdem schon 1578 ein Kirchengebäude entstanden war. Langgut war bis 1945 eine Filialgemeinde von Locken (polnisch Łukta), das zugleich auch Sitz des Pfarramts war. Die Pfarrei Locken-Langgut war vor 1945 dem Kirchenkreis Osterode i. Ostpr. (polnisch Ostróda) innerhalb der Kirchenprovinz Ostpreußen der Kirche der Altpreußischen Union zugehörig.
Als eine der nicht vielen evangelischen Kirche in Ostpreußen konnte das dann Łęguty genannte Dorf nach 1945 seine Kirche als evangelisches Gotteshaus behalten. Łęguty ist heute eine Filialgemeinde der Pfarrei in Ostróda, die zur Diözese Masuren der Evangelisch-Augsburgischen Kirche in Polen gehört.

## Verkehr

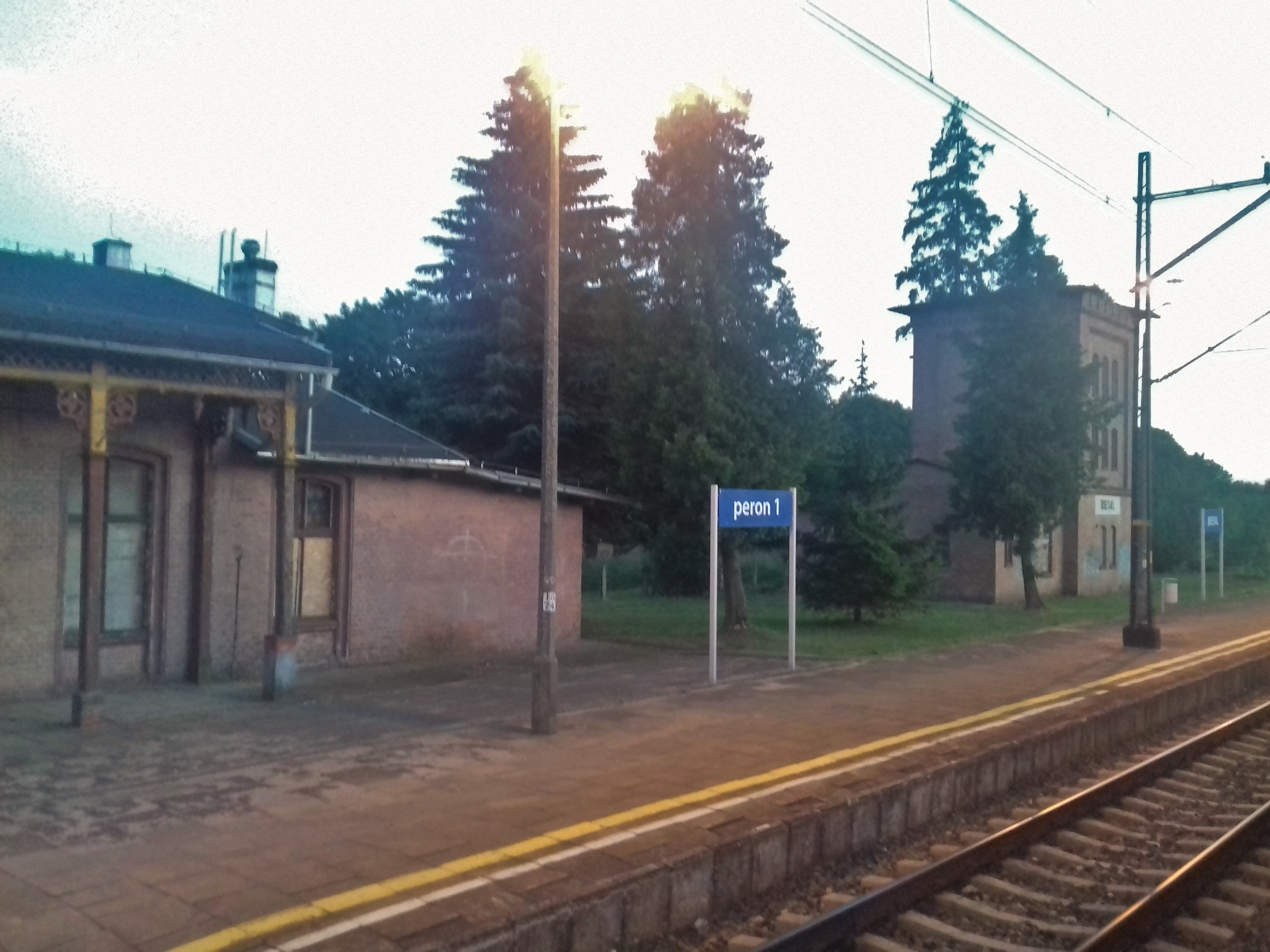
Bahnstation Biesal

Łęguty liegt an der Woiwodschaftsstraße 531, die eine Verbindung von den Woiwodschaftsstraßen 527 und 530 zur Landesstraße 16 darstellt.
Die nächste Bahnstation ist Biesal (Biessellen) an der PKP-Linie 353 von Posen über Toruń (Thorn) nach Tschernjachowsk (Insterburg).